# Équipe de France de beach soccer en 2017
Maillots
Cet article traite de l'année 2017 de l'Équipe de France de beach soccer.

## Résumé de la saison
L'année 2017 débute par un stage Balaruc-les-Bains du 22 au 25 mars où 16 joueurs sont convoqués pour une revue d'effectif. Les Bleus enchaînent ensuite sur une double confrontation amicale à Faro contre le Portugal en avril qui se solde par deux défaites.
Se profile ensuite l'Euro Beach Soccer League et sa première étape à Belgrade où les Français réalisent une bonne performance en battant la Russie et l'Allemagne et ne cédant que contre l'Espagne d'un seul but. Sur le plan individuel, les Bleus figurent également en bonne place, Lorenzo Dupin étant élu meilleur gardien de l'étape et Anthony Barbotti terminant meilleur buteur. Mais la seconde étape à Nazaré est fatale aux hommes de François en raison de défaites contre le Portugal, l'Italie et la Suisse. Avec 5 points, la France termine 9e, aux portes de la Superfinale, assurant tout de même le maintien en Division A, objectif minimal fixé initialement en début de saison.
À la fin du mois de juillet, les Bleus sont invités au Mundialito à Cascais au Portugal où ils ont l'occasion de rencontrer le Portugal, le Brésil et la Russie. Ces trois matchs de prestige, malgré les trois défaites, constituent les trois dernières sélections du capitaine de la sélection et ancien footballeur professionnel Yannick Fischer.
Au mois d'aout, une équipe remaniée se rend en Suisse pour une opposition amicale permettant d'observer des joueurs ayant réalisé de bonnes performances lors du National Beach Soccer, se soldant par une défaite 6-2.
Enfin, au mois d'octobre, les Tricolores terminent leur saison avec un tournoi amical au Mexique où ils finissent 3e derrière leurs hôtes et les États-Unis mais devant la Colombie qu'ils battent lors de la dernière rencontre.

## Résultats détaillés
| Match amical          | Portugal                                                                               | 7 – 2 | France           |      |      |
| 13 avril 2017 16 h 00 | Madjer · José María · Coimbra · José María · Bruno Torres · Cavalcanti · Jordan Santos |       | Bizot · Barbotti | Faro | Faro |

| Match amical          | Portugal                                                                     | 6 – 2 | France              |      |      |
| 14 avril 2017 16 h 00 | Coimbra · Pedro Silva · Leo Martins · Leo Martins · Pedro Silva · José María |       | Gosselin · Gosselin | Faro | Faro |

| Euro Beach Soccer League | France                                                     | 4 – 2 | Russie                       |          |          |
| 23 juin 2017 16 h 45     | 5e Basquaise · 20e Barbotti · 22e Basquaise · 36e Barbotti |       | 8e Nikonorov · 12e Nikonorov | Belgrade | Belgrade |

| Euro Beach Soccer League | Espagne                                                          | 5 – 4 | France                                                 |          |          |
| 24 juin 2017 15 h 30     | 14e Antonio · 20e Chiky · 21e Llorenç · 21e Eduard · 26e Llorenç |       | 1re Belhomme · 13e Soares · 21e Darracq · 36e Belhomme | Belgrade | Belgrade |

| Euro Beach Soccer League | Allemagne                                           | 4 – 5 (a.p.) | France                                                                  |          |          |
| 25 juin 2017 15 h 30     | 16e Weirauch · 17e Thürk · 23e Petry · 34e Biermann |              | 11e Belhomme · 18e François · 30e Barbotti · 35e Barbotti · 38e Fischer | Belgrade | Belgrade |

| Euro Beach Soccer League | Portugal | 10 – 5 | France                                                                     |        |        |
| 7 juillet 2017 17 h 15   | 1re Madjer · 4e (csc) Maison · 13e Torres · 17e Gonçalves · 19e Leo Martins · 27e Andrade · 27e Ricardinho · 28e Leo Martins · 29e Gonçalves · 35e Ricardinho |        | 3e Basquaise · 14e Basquaise · 22e Basquaise · 22e Basquaise · 24e Darracq | Nazaré | Nazaré |

| Euro Beach Soccer League | Italie   | 1 – 0 | France |        |        |
| 8 juillet 2017 14 h 30   | 10e Gori |       |        | Nazaré | Nazaré |

| Euro Beach Soccer League | Suisse                                                                         | 5 – 3 | France                               |        |        |
| 9 juillet 2017 14 h 30   | 7e Stankovic · 17e Steinemann · 22e Stankovic · 26e Stankovic · 26e Steinemann |       | 1re Bizot · 5e Barbotti · 8e Darracq | Nazaré | Nazaré |

| Mundialito              | Portugal                                                              | 5 – 0 | France |         |         |
| 21 juillet 2017 15 h 00 | 6e Bê Martins · 17e Jordan · 24e Jordan · 27e Ricardinho · 36e Jordan |       |        | Cascais | Cascais |

| Mundialito              | Brésil | 9 – 0 | France |         |         |
| 22 juillet 2017 13 h 30 | 8e Filipe · 9e Rodrigo · 13e Rodrigo · 15e Bruno Xavier · 19e Fernando · 24e Padilha · 24e Lucas · 31e Lucas · 36e Mauricinho |       |        | Cascais | Cascais |

| Mundialito              | Russie                                                                       | 5 – 2 | France                   |         |         |
| 23 juillet 2017 13 h 30 | 4e Kryshanov · 13e Paporotnyi · 18e Paporotnyi · 32e Shkarin · 36e Kryshanov |       | 7e Soares · 34e Barbotti | Cascais | Cascais |

| Match amical         | Suisse                                                                              | 6 – 2 | France                   |       |       |
| 20 août 2017 15 h 00 | 4e Misev · 5e Stankovic · 15e Ott · 26e Spaccarotella · 27e Spaccarotella · 34e Ott |       | 6e Barbotti · 22e Quaziz | Spiez | Spiez |

| Tournoi amical          | États-Unis                                                                 | 6 – 5 | France                                                         |                 |                 |
| 20 octobre 2017 22 h 30 | 2e Perera · 17e Leopoldo · 21e Perera · 24e Perera · 26e Roque · 32e Roque |       | 17e Maison · 22e Maison · 24e Rambier · 28e Bizot · 33e Maison | Puerto Vallarta | Puerto Vallarta |

| Tournoi amical          | Mexique                                                                           | 4 – 3 | France                                        |                 |                 |
| 21 octobre 2017 22 h 30 | 2e Maldonado Alonso · 7e Sámano Alemán · 18e Sámano Alemán · 35e Maldonado Alonso |       | 12e Angeletti · 15e Angeletti · 31e Angeletti | Puerto Vallarta | Puerto Vallarta |

| Tournoi amical          | France                                                               | 5 – 4 | Colombie |                 |                 |
| 22 octobre 2017 21 h 15 | 4e Barbotti · 10e Barbotti · 15e Bizot · 19e Barbotti · 21e Barbotti |       |          | Puerto Vallarta | Puerto Vallarta |

## Statistiques

### Buteurs
12 buts                        
- Anthony Barbotti  ( Portugal,  Russie x2,  Allemagne x2,  Suisse,  Russie,  Suisse,  Colombie x4)

6 buts            
- Jérémy Basquaise  ( Russie x2,  Portugal x4)

4 buts        
- Baptiste Bizot  ( Portugal,  Suisse,  États-Unis,  Colombie)

3 buts      
- Stéphane Belhomme  ( Espagne x2,  Allemagne)
- Pierre-Antoine Darracq  ( Espagne,  Portugal,  Suisse)
- Bryan Maison  ( États-Unis x3)
- Victor Angeletti  ( Mexique x3)

2 buts    
- Quentin Gosselin  ( Portugal x2)
- Julien Soares  ( Espagne,  Russie)

1 but  
- Stéphane François  ( Allemagne)
- Yannick Fischer  ( Allemagne)
- David Quaziz  ( Suisse)
- Romain Rambier  ( États-Unis)

### Effectif utilisé
| Numéro / Nom       | Numéro / Nom           | Équipe                    | Sél. (but)                                                                  | Date de naissance | J.              |                 |                 |                 |                 |
| Gardiens de but    | Gardiens de but        | Gardiens de but           | Gardiens de but                                                             | Gardiens de but   | Gardiens de but | Gardiens de but | Gardiens de but | Gardiens de but | Gardiens de but |
| ------------------ | ---------------------- | ------------------------- | --------------------------------------------------------------------------- | ----------------- | --------------- | --------------- | --------------- | --------------- | --------------- |
|                    | Grégory Bernard        | Marseille BT              | 1 (0)                                                                       | 18 mars 1983      | 1               | 0               |                 |                 |                 |
|                    | Anthony Cianni         | Montpellier HBS           | 35 (0)                                                                      | 21 février 1990   | 11              | 0               |                 |                 |                 |
| 1                  | François Cordenier     | FMBS Saint-Pol-sur-Mer    | 11 (0)                                                                      | 21 janvier 1989   | 3               | 0               |                 |                 |                 |
|                    | Lorenzo Dupin          | La Grande-Motte PBS       | 27 (0)                                                                      | 30 octobre 1995   | 12              | 0               |                 |                 |                 |
| 16                 | Thomas Jacquemin       | FC Saint-Médard-en-Jalles | 3 (0)                                                                       | 31 octobre 1995   | 3               | 0               |                 |                 |                 |
| Défenseurs         |                        |                           |                                                                             |                   |                 |                 |                 |                 |                 |
|                    | Xavier Burdin          | Montpellier HBS           | 1 (0)                                                                       | 3 mai 1988        | 1               | 0               |                 |                 |                 |
|                    | Yannick Fischer        | FC Saint-Médard-en-Jalles | 58 (5)                                                                      | 17 décembre 1974  | 11              | 1               |                 |                 |                 |
| 8                  | Stéphane François      | Sans club                 |                                                                             | 11 avril 1976     | 14              | 1               |                 |                 |                 |
| 5                  | Quentin Gosselin       | AS Étaples                | 5 (2)                                                                       | 12 avril 1996     | 5               | 2               |                 |                 |                 |
| 4                  | Bryan Maison           | CSO Amnéville             | 21 (5)                                                                      | 4 juillet 1997    | 9               | 3               |                 |                 |                 |
| 2                  | Romain Rambier         | La Grande-Motte PBS       |                                                                             | 29 août 1981      | 4               | 1               |                 |                 |                 |
| 3                  | Julien Soares          | Montpellier HBS           |                                                                             | 22 octobre 1988   | 12              | 2               |                 |                 |                 |
|                    | Sébastien Tognarelli   | Marseille BT              | 1 (0)                                                                       | 10 juillet 1985   | 1               | 0               |                 |                 |                 |
|                    | Martin Wallon          | AS Étaples                | 3 (0)                                                                       | 23 octobre 1996   | 3               | 0               |                 |                 |                 |
| Milieux de terrain |                        |                           |                                                                             |                   |                 |                 |                 |                 |                 |
|                    | Jean-Fabrice Alderigi  | BS Bassin de Thau         | 2 (0)                                                                       | 16 septembre 1996 | 2               | 0               |                 |                 |                 |
|                    | Jérémy Basquaise       | La Grande-Motte PBS       |                                                                             | 21 septembre 1985 | 9               | 6               |                 |                 |                 |
|                    | Stéphane Belhomme      | La Grande-Motte PBS       | 12 (10)                                                                     | 19 novembre 1995  | 5               | 3               |                 |                 |                 |
| 6                  | Baptiste Bizot         | FC Saint-Médard-en-Jalles | 20 (9)                                                                      | 29 août 1985      | 14              | 4               |                 |                 |                 |
|                    | Imad Talbi             | Montpellier HBS           | 1 (0)                                                                       | 14 août 1996      | 1               | 0               |                 |                 |                 |
|                    | Romain Tebani          | Montpellier HBS           | 5 (0)                                                                       | 28 juin 1995      | 1               | 0               |                 |                 |                 |
|                    | Bastien Verdalle       | Montpellier HBS           | 2 (0)                                                                       | 31 janvier 1987   | 1               | 0               |                 |                 |                 |
| Attaquants         |                        |                           |                                                                             |                   |                 |                 |                 |                 |                 |
| 18                 | Victor Angeletti       | CSO Amnéville             | 13 (6)                                                                      | 20 novembre 1994  | 5               | 3               |                 |                 |                 |
| 10                 | Anthony Barbotti       | La Grande-Motte PBS       |                                                                             | 8 mars 1988       | 15              | 12              |                 |                 |                 |
|                    | Pierre-Antoine Darracq | FC Saint-Médard-en-Jalles | 15 (4)                                                                      | 12 juillet 1983   | 6               | 3               |                 |                 |                 |
|                    | David Quaziz           | Marseille BT              | 1 (1)                                                                       | 31 mars 1988      | 1               | 1               |                 |                 |                 |
| Sélectionneur      |                        |                           |                                                                             |                   |                 |                 |                 |                 |                 |
|                    | Stéphane François      |                           | Sélectionneur : en 2017 : 15 matchs (V : 2, Va.p. : 1, Vt.a.b. : 0, D : 12) | 11 avril 1976     |                 |                 |                 |                 |                 |
|                    | Gérard Sergent         |                           | Sélectionneur-Adjoint                                                       | 3 septembre 1965  |                 |                 |                 |                 |                 |
|                    | Arnaud Proust          |                           | Sélectionneur-Adjoint                                                       | 10 avril 1972     |                 |                 |                 |                 |                 |
|                    | Bernard de Fontenelle  |                           | Médecin                                                                     |                   |                 |                 |                 |                 |                 |
|                    | Stéphane Laroche       |                           | Kinésithérapeute                                                            |                   |                 |                 |                 |                 |                 |
|                    | Jean-Claude Printant   |                           | Chef de délégation                                                          | 6 juin 1953       |                 |                 |                 |                 |                 |

 = capitaine --  Gardien de butDéfenseurMilieu de terrainAttaquantSélectionneur